# Mika (muzyk)
Mika (czasem stylizowane na MIKA), właściwie Michael Holbrook Penniman, Jr. (ur. 18 sierpnia 1983 w Bejrucie) – brytyjski wokalista i kompozytor libańskiego pochodzenia.

## Życiorys
Urodził się w Bejrucie jako trzecie z pięciorga dzieci Mary Joan (z domu Mouakad) i Michaela Holbrooka Pennimana. Wychowywał się z dwiema starszymi siostrami, młodszym bratem i młodszą siostrą. Jego matka urodziła się w Nowym Jorku w rodzinie syryjskich i libańskich imigrantów, Odette Farah i John Mouakad. Babka ze strony jego matki Mika pochodziła z Bejrutu. Jego ojciec urodził się w Jerozolimie w Izraelu w rodzinie Amerykanów, Dorothy (z domu Dyar) i Williama Fredericka Pennimana III, którzy mieli angielskie pochodzenie. Kiedy miał rok, jego rodzina opuściła pochłonięty wojną kraj i przeprowadziła się do Paryża.
W wieku siedmiu lat napisał swoją pierwszą piosenkę. Dwa lata później wraz z rodziną przeprowadził się do Londynu, gdzie uczęszczał do Lycée Français Charles de Gaulle i Westminster School. Później uczęszczał do Westminster School i do Royal College of Music. Był szkolony przez profesjonalistkę opery rosyjskiej Ałłę Abłabierdyjewą. Występował w Operze Królewskiej (Royal Opera House), pisał muzykę dla Brytyjskich Linii Lotniczych i fragmenty muzyki do reklamy gum Orbit. W październiku 2006 zaliczył swój debiut radiowy, pojawiając się w audycji Dermot O’Leary’s w BBC Radio 2.
8 stycznia 2007 wydał singel, „Grace Kelly”, który niedługo po premierze dotarł na pierwsze miejsca list przebojów w Wielkiej Brytanii. 5 lutego 2007 zaprezentował swój debiutancki album studyjny, zatytułowany Life in Cartoon Motion, którego okładkę stworzyła siostra piosenkarza, Yasmine „DaWack” Penniman, przy współudziale Richarda Hogg i samego Miki. Album sprzedał się na całym świecie w 19 milionach egzemplarzy. W 2008 był nominowany do pięciu nagród BRIT i otrzymał nagrodę British Breakthrough Act Award.
W marcu 2010 we Francji otrzymał tytuł Order Sztuki i Literatury za zasługi dla muzyki.
Zasiadał w jury francuskiej wersji programu The Voice, emitowanego na kanale TF1, oraz we włoskiej wersji talent show X-Factor.

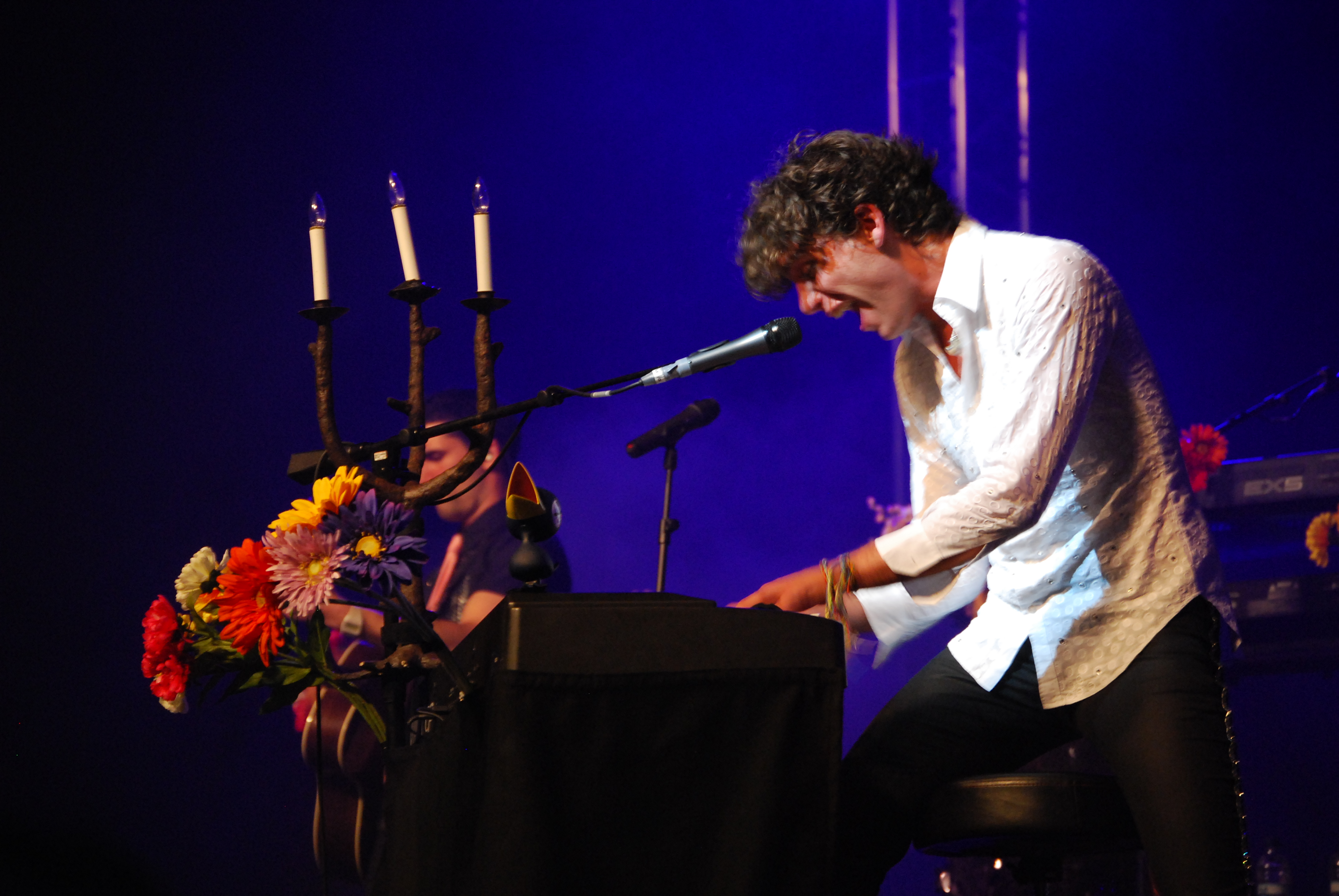
Mika podczas koncertu, 2008

15 czerwca 2015 wydał swój czwarty album studyjny, zatytułowany No Place in Heaven. Promował go singlami: „Talk About You” i „Staring at the Sun”.
W 2016 pojawił się w filmie Zoolander 2 (występ cameo).
W maju 2019 wydał singiel „Ice cream” i zapowiedział datę następnego albumu. Premiera My Name Is Michael Holbrook odbyła się w październiku tego samego roku.
W 2022 był jednym z prowadzących 66. Konkurs Piosenki Eurowizji w Turynie wraz z Laurą Pausini i Alessandro Cattelanem.

## Życie prywatne
W 2012 w wywiadzie dla magazynu „Instinct” oświadczył, że jest gejem. Jak dodał, inspiracjami do pisania piosenek były m.in. jego doświadczenia ze związków z mężczyznami.

## Dyskografia
Albumy studyjne
| Rok  | Tytuł                       | Najwyższa pozycja | Najwyższa pozycja | Najwyższa pozycja | Najwyższa pozycja | Najwyższa pozycja | Najwyższa pozycja | Najwyższa pozycja | Najwyższa pozycja | Certyfikat         |
| Rok  | Tytuł                       | USA               | UK                | FRA               | SWE               | AUS               | NZL               | NOR               | NLD               | Certyfikat         |
| ---- | --------------------------- | ----------------- | ----------------- | ----------------- | ----------------- | ----------------- | ----------------- | ----------------- | ----------------- | ------------------ |
| 2007 | Life in Cartoon Motion      | 29                | 1                 | 1                 | 3                 | 5                 | 3                 | 1                 | 1                 | - POL: złota płyta |
| 2009 | The Boy Who Knew Too Much   | 19                | 4                 | 1                 | 14                | 10                | 30                | 29                | 5                 |                    |
| 2012 | The Origin of Love          | 47                | 24                | 1                 | –                 | –                 | –                 | –                 | 15                |                    |
| 2015 | No Place in Heaven          | 117               | 19                | 2                 | –                 | –                 | –                 | –                 | 20                |                    |
| 2019 | My Name Is Michael Holbrook | 184               | 57                | 6                 | -                 | -                 | -                 | -                 | -                 |                    |